# Unione Sportiva Lecce 1953-1954
Questa voce raccoglie le informazioni riguardanti l'Unione Sportiva Lecce nelle competizioni ufficiali della stagione 1953-1954.

## Divise
| Casa |

## Rosa
| N. |                   | Ruolo | Calciatore          |
| -- | ----------------- | ----- | ------------------- |
|    | Italia (bandiera) | P     | Emilio Zanotti      |
|    | Italia (bandiera) | D     | Ugo Terzolo         |
|    | Italia (bandiera) | D     | Francesco Giannuzzi |
|    | Italia (bandiera) | D     | Franco Carminati    |
|    | Italia (bandiera) | D     | Lucio Asta          |
|    | Italia (bandiera) | C     | Lino Cauzzo         |
|    | Italia (bandiera) | C     | Ferruccio Achilli   |
|    | Italia (bandiera) | C     | Giorgio Bozzato     |

| N. |                   | Ruolo | Calciatore          |
| -- | ----------------- | ----- | ------------------- |
|    | Italia (bandiera) | A     | Angelo Frigo        |
|    | Italia (bandiera) | C     | Andreino Repetti    |
|    | Italia (bandiera) | C     | Livio Rimbaldo      |
|    | Italia (bandiera) | C     | Carlo Lenci         |
|    | Italia (bandiera) | C     | Biagio Dreossi      |
|    | Italia (bandiera) | C     | Giorgio Santelli    |
|    | Italia (bandiera) | A     | Goffredo Stabellini |
|    | Italia (bandiera) | A     | Anselmo Bislenghi   |

## Fonte
- WLecce.it.